# 1087

## Родени
- Йелу Даши, гур хан на Кара Китай
- 13 септември – Йоан II Комнин, византийски император

## Починали
- 9 септември – Уилям I, крал на Англия, херцог на Нормандия
- 16 септември – Виктор III, римски папа